# Амузги-ширинский язык
Амузги-ширинский язык — один из даргинских языков, распространённый в центральной части Дагестана, главным образом в сёлах Амузги и Шири Дахадаевского района. Является бесписьменным и слабо изученным идиомом, традиционно относимым к даргинской языковой группе, но обладающим значительными лексико-грамматическими отличиями, позволяющими выделять его как отдельный язык.

## География и число носителей
Амузги-ширинский язык распространён в двух горных  селах: Амузги и Ширин, расположенных в Дахадаевском районе. По оценкам, число носителей составляет около от 1500 до 3 000 человек. Язык бесписьменный, но используется в бытовом общении, в письменности и образовании преобладает литературный даргинский язык на базе акушинского диалекта.

## Лингвистическая характеристика
Амузги-ширинский язык демонстрирует целый ряд фонетических, морфологических и лексических особенностей, отличающих его как от  кубачи-аштынского, так и от других даргинских языков.

### Фонетика
- Наличие особых гортанных согласных и фонем с фарингализацией, отсутствующих в литературном даргинском.
- Различие по тону и интенсивности в длинных гласных (влияет на смысловую нагрузку).

### Морфология
- Отличная от даргинского система спряжения глаголов.
- Собственная парадигма притяжательных форм.
- Эргативное склонение в именной группе с уникальными локативными показателями.

### Лексика
Имеется значительное число лексем, не совпадающих с другими даргинскими идиомами, а также следы заимствований из кумыкского и персидского.

## Статус и классификация
Вопрос о статусе амузги-ширинского как языка или диалекта остаётся дискуссионным. В одних классификациях он трактуется как диалект даргинского языка, в других — как самостоятельный язык даргинской ветви.

## История изучения
Амузгиширинский как язык впервые выделен благодаря трудам Олега Беляева. Ранее амузги-ширинский и кубачи-аштынский рассматривались как разновидности одного и того же идиома, однако в дальнейшем между ними были зафиксированы существенные структурные и лексические различия, что позволило выделить их как отдельные языковые образования в составе даргинской группы.